# Kloster Neuwerk (Mönchengladbach)
Das Kloster Neuwerk ist eine ehemalige Benediktinerinnen-Abtei im Zentrum des Mönchengladbacher Stadtteils Neuwerk. Die Klosterkirche gehört zu den bedeutendsten Baudenkmälern und ist das zweitälteste Bauwerk der Stadt Mönchengladbachs. Heute dient sie den Schwestern Salvatorianerinnen als Ordenskirche.

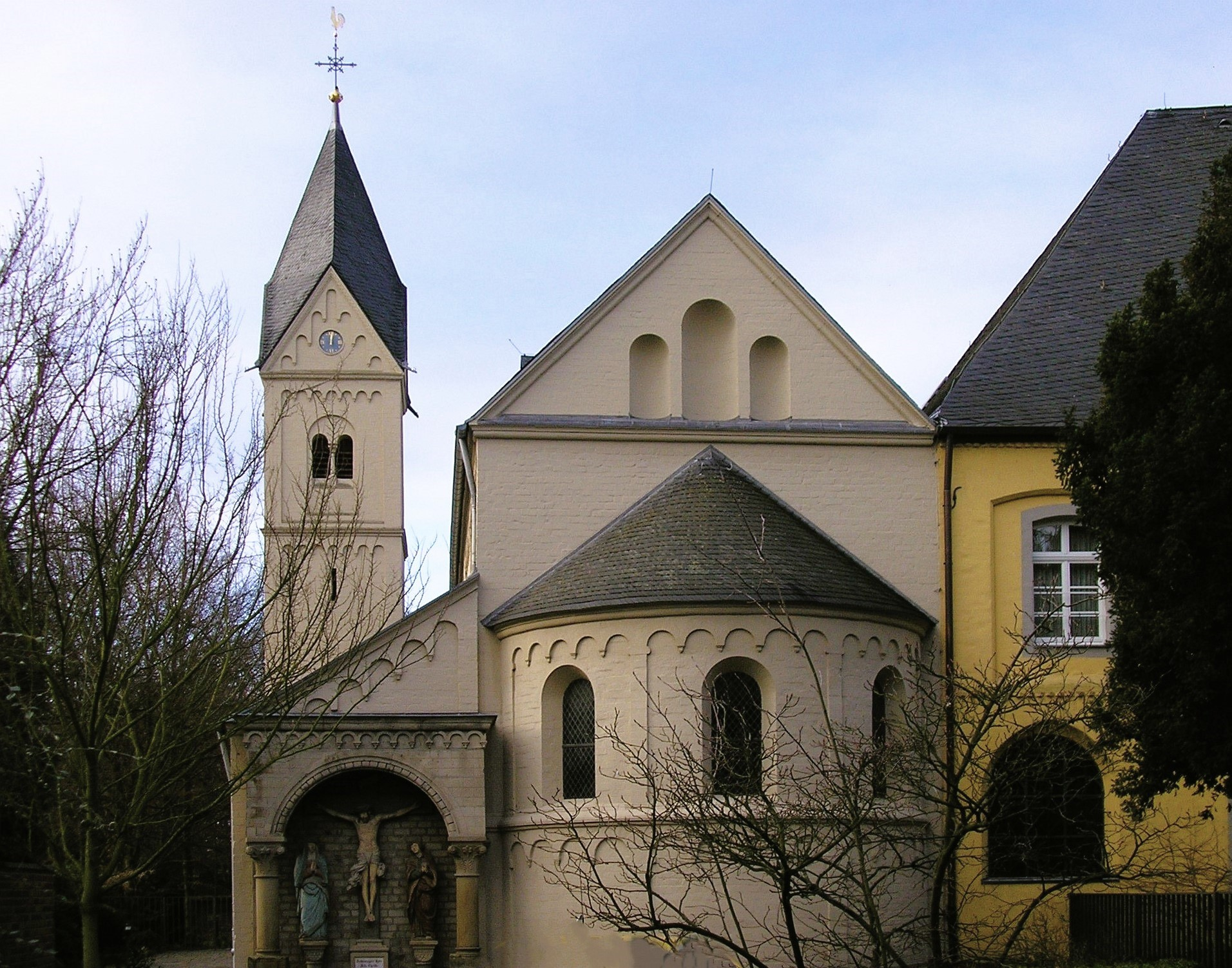
Kloster Neuwerk, die Klosterkirche von Osten

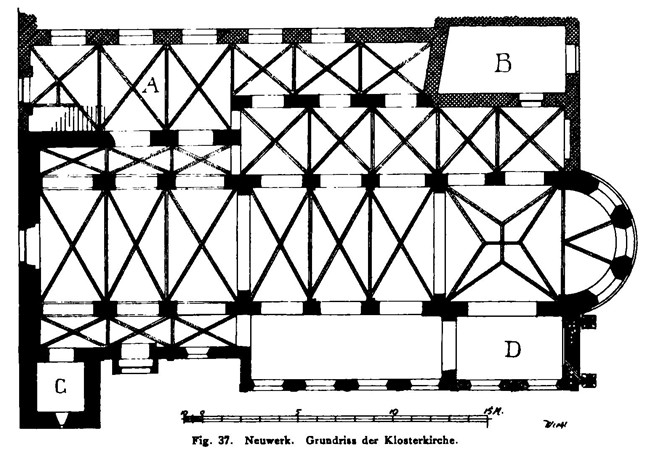
Grundriss der Klosterkirche 1896

## Gründung
Ein genaues Gründungsdatum ist nicht bekannt, darf aber im Jahr 1135 vermutet werden. In einer Urkunde vom 5. Dezember 1135 findet das Kloster die erste Erwähnung, als das Gladbacher Benediktinerkloster einen Teil seiner Einkünfte zum Unterhalt der Schwestern abtritt. Die Ansiedlung selbst wurde bei einem abteilichen Gutshof auf dem „Cranendonk“ genannten Gebiet in der Niersniederung errichtet. Es handelte sich um eine kleine, flachgedeckte Kapelle, deren Reste noch heute erhalten und sichtbar sind, wohl mit einigen kleinen Nebengebäuden. Erst in den Jahren 1170–1182 entstand aus der Kapelle eine Kirche und aus der Hofanlage das eigentliche Kloster mit ca. 20 Nonnen und einer Äbtissin. Diese gehörten als Benediktinerinnen dem Benediktinerorden an.

## Name

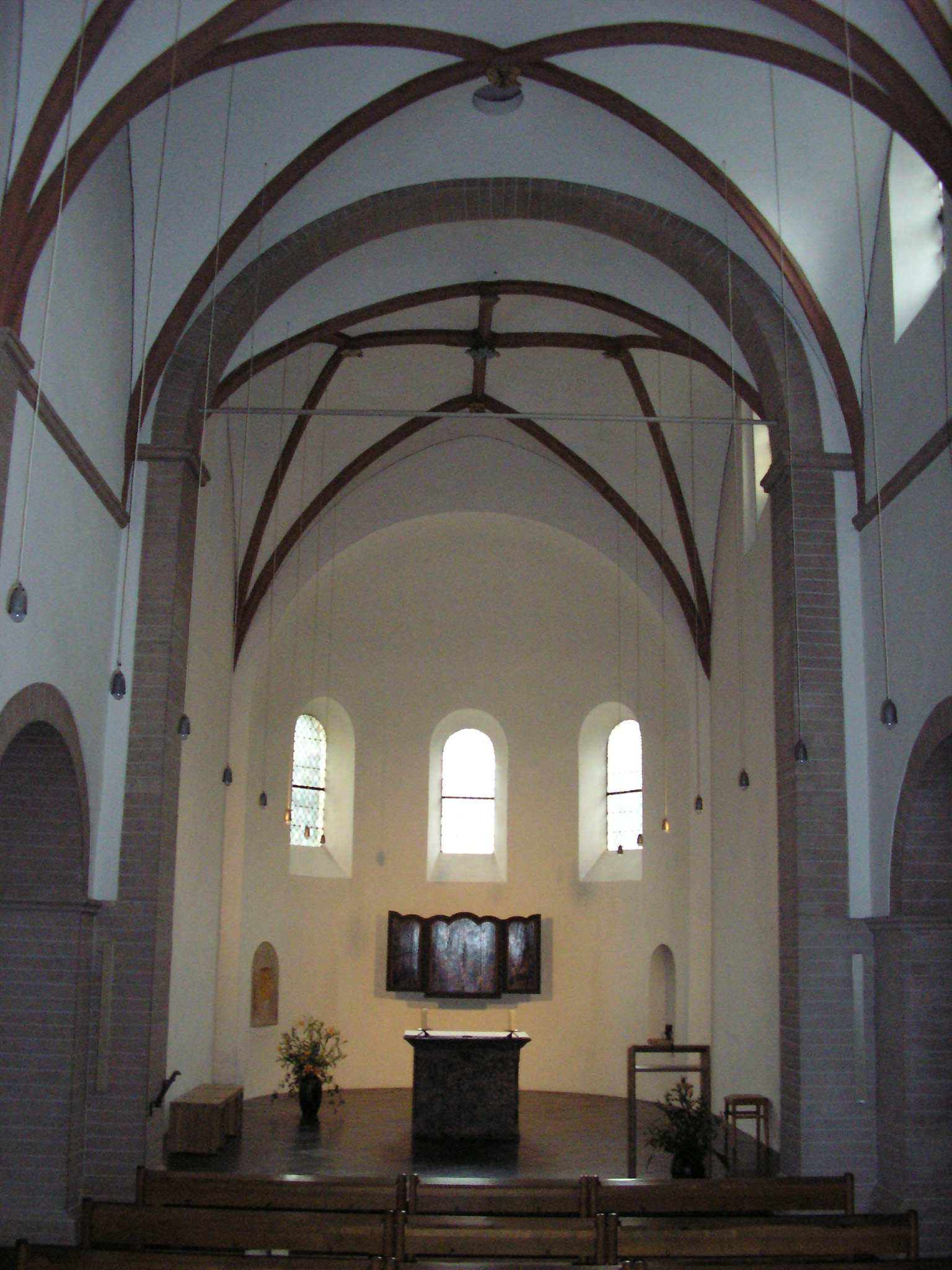
Kloster Neuwerk, Blick vom Langhaus zum Chor

Die Hofkapelle auf der Kranendonk trug nicht sofort nach der Erbauung den Namen „novum opus“ (= Neuwerk).
Die älteste Urkunde von 1135 nennt sie novum oratorium (= „neue Kapelle“). Unter diesem Namen wird sie auch noch 1168 erwähnt. Dies ist aber nur die Bezeichnung für das Gotteshaus. Die eigentliche Ortsbezeichnung lautet in derselben Urkunde „Cranendonk“.
Erst als die große Kirche und das eigentliche Kloster entstehen, tritt zum ersten Male die Bezeichnung novum opus (= „Neuwerk“ oder „neues Werk“) auf. So lautet sie in einer Urkunde des Jahres 1182.
Die unterschiedlichen Namen bzw. Schreibweisen im Laufe der Zeit:
| Zeitpunkt        | Name           | Kommentar |
| ---------------- | -------------- | --- |
| Gründung (1182): | novum opus     | (lateinisch) |
| Etwas später:    | zum neuen werk | (wörtliche Übersetzung) |
| Im Jahr 1664:    | Nyenwerk       | |
| Im Jahr 1780:    | Neuwerck       | |
| Wieder später:   | Neuenwerk      | |
| Heute:           | Neuwerk        | (Ab 1836 ist „Neuwerk“ die amtliche Bezeichnung für die bereits 1798 unter dem Namen „Unterniedergeburth“ gegründete Gemeinde.) |

## Kloster und Bewohner
Seit dem 16. Jahrhundert lautete der Name „Geistadeliges Gotteshaus Neuwerk“. Aus dieser Bezeichnung lässt sich entnehmen, dass nur Damen mit adeliger Abstammung in den Neuwerker Konvent eintreten konnten. Um in das Kloster einzutreten, musste man mindestens 10 Jahre alt sein. Beim Eintritt brachten die Frauen und Mädchen große Vermögenswerte als Aussteuer mit. Nach einer gewissen Ausbildung und Vorbereitung wurden die Töchter adeliger Familien zum Probejahr zugelassen. Wenn sie sich in dieser Zeit bewährten, folgte die feierliche Einkleidung, zu der alle adeligen Verwandten eingeladen wurden. Nach dem darauffolgenden Novizenjahr, das als letzte Prüfung bestanden werden musste, legten die jungen Damen oft schon mit 16 - 18 Jahren das Klostergelübde ab.
Die fünf Stufen zur Aufnahme in den Konvent im Überblick:
1. Ausbildung/Vorbereitung
2. Probejahr (bei Bewährtheit)
3. Feierliche Einkleidung
4. Novizenjahr (letzte Prüfung)
5. Klostergelübde

Von den ersten Jahren nach der Klostergründung bis ca. 1250 lebten im Neuwerker Kloster auch Klausnerinnen. So nannte man jene Frauen, die sich von der Welt abwandten, um nur noch durch Beten und Fasten bei Studium heiliger Schriften Gott zu dienen. Vielfach ließen sie sich bei einer Kirche einschließen oder einmauern.
Im Kloster waren zwei Geistliche tätig, zum einen der Prior und zum anderen der Kaplan. Beide wurden von 1342 an vom Abt von Gladbach ernannt. Aber auch vorher waren es schon Gladbacher Mönche, die festlegten, wer Prior oder Kaplan im Neuwerker Kloster wurde. 1712 verdienten der Prior 20 Reichstaler und der Kaplan 10 Reichstaler.
Die beiden Geistlichen wohnten außerhalb des Klosters. Das 1771 erneuerte, schon 1750 nachgewiesene Pfortenhaus des Klosters, ein zweistöckiges Fachwerkhaus, diente im 18. Jahrhundert als ihre Wohnung. Seit den Bemühungen um Erhalt und Restaurierung des Hauses, in dem sich heute ein Heimatmuseum befindet, in den 1950er Jahren ist es daher auch als „Priorhaus“ bekannt.
Auf dem Türbalken des Priorhauses steht die Inschrift:
```
GOTT • BEWAHRE • DIESES • HAUS • VOR • WASZER • UND • BRAND •
DARZU • DAS • GANSZE • VATER • LAND • ANNO 1771
```

Das Kloster beschäftigte eine Menge Personal, das im Kloster wohnte.

1709 waren es 23 Personen:
| - 1. Gärtner - 2. Gärtner - Klosterkämmerling - Oberpferdeknecht - Pferdeknecht - Oberarbeiter - 2. Arbeiter - 3. Arbeiter - Brauer - Schweinehüter - „Ferkensjunge“ - Pförtner | - Magd für die Gäste - Magd für die Äbtissin - Oberköchin - 2. Köchin - Obermagd - 2. Magd (für die gemeine Arbeit) - Reffendersmagd - Scheiffmagd - Spinnerin - Oberviehmagd - 2. Viehmagd |

1712 wurde außerdem noch ein Organist eingestellt.
Einige Beispiele für die damalige Bezahlung:
- Der 2. Gärtner erhielt 16 Reichstaler, 2 Paar Schuhe, 2 Hemden und 1 Kittel,
- der Klosterkämmerling erhielt 12 Reichstaler, 2 Paar Schuhe, 12 Ellen Hemdentuch und 2 Ellen Schmaltuch,
- die Oberköchin erhielt 7 Reichstaler, 3 Paar Schuhe, 12 Ellen Breittuch, 6 Ellen Schmaltuch und 3 "Schürtzel".

Das Kloster nahm schon 1334 adelige, reiche Damen in besonderen Gastzimmern auf. Im Jahre 1711 betrug das Kostgeld 30 Reichstaler.

## Klosterleben
Vom klösterlichen Leben ist nur wenig bekannt, aber es folgte der Regel des Hl. Benedikt, die man mit der Devise Ora et labora - Bete und Arbeite zusammenfassen kann. Im Gegensatz zu mittelalterlichen Männerklöstern gab es in Frauenklöstern keine Wissenschaft und Forschung, sondern es standen Mildtätigkeit und Ausübung christlicher Nächstenliebe im Vordergrund. Diese äußerte sich in der Gastfreundschaft für Durchreisende und außerdem baten Notleidende an der Klosterpforte nie umsonst. Zusätzlich verteilten die Neuwerker Nonnen am St. Barbara-Tag, am Christfest/vor Weihnachten, zu Ostern und Neujahr immer selbstgebackene Plätzchen und Kuchen an das herbeiströmende Volk.
Für das leibliche Wohl der Klosterbewohner sorgte eine Küche, die auch dem verwöhnten Geschmack gerecht wurde. Sie brachte frisches und eingepökeltes Fleisch von Ochsen, Kühen, Kälbern, Schafen, Lämmern und Schweinen auf den Tisch. An Geflügel sorgten Gänse, Hühner, Enten und Tauben für Abwechslung im Speisezettel. An Feiertagen gab es Wildbret, besonders Hasen. An Fastentagen begnügte man sich mit gesalzenem oder frischem Fisch. Die Küche verarbeitete außerdem große Mengen von Butter, Milch, holländischem Käse, Salz, Kräutern, Gewürzen, Korinthen und Rosinen. Das tägliche Brot wurde aus Roggen gebacken.
Außerdem gab es Bier aus der Klosterbrauerei und Wein von den Moselgütern des Abtes zu Gladbach, später von den Gütern des Abtes zu Brauweiler.
Während der Mahlzeiten wurde Tischlesung gehalten, d. h. aus religiösen Schriften vorgelesen, und einem uralten Brauch zufolge bediente jede Nonne wochenweise ihre Mitschwestern.
Wenn eine der Nonnen starb, richtete das Kloster den Armen meist eine Roggenspende aus. Die Nonnen wurden auf dem Klosterfriedhof beerdigt, welcher östlich vom Chor der Kirche lag. Die Äbtissinnen fanden ihre letzte Ruhestätte in der Klosterkirche.
Innerhalb der Klostermauern galten die sogenannte Immunität und das Asylrecht, d. h., dass das Kloster und die Personen, die sich im Kloster aufhielten, für die öffentliche Gewalt (Polizei etc.) unantastbar waren.

## Baugeschichte

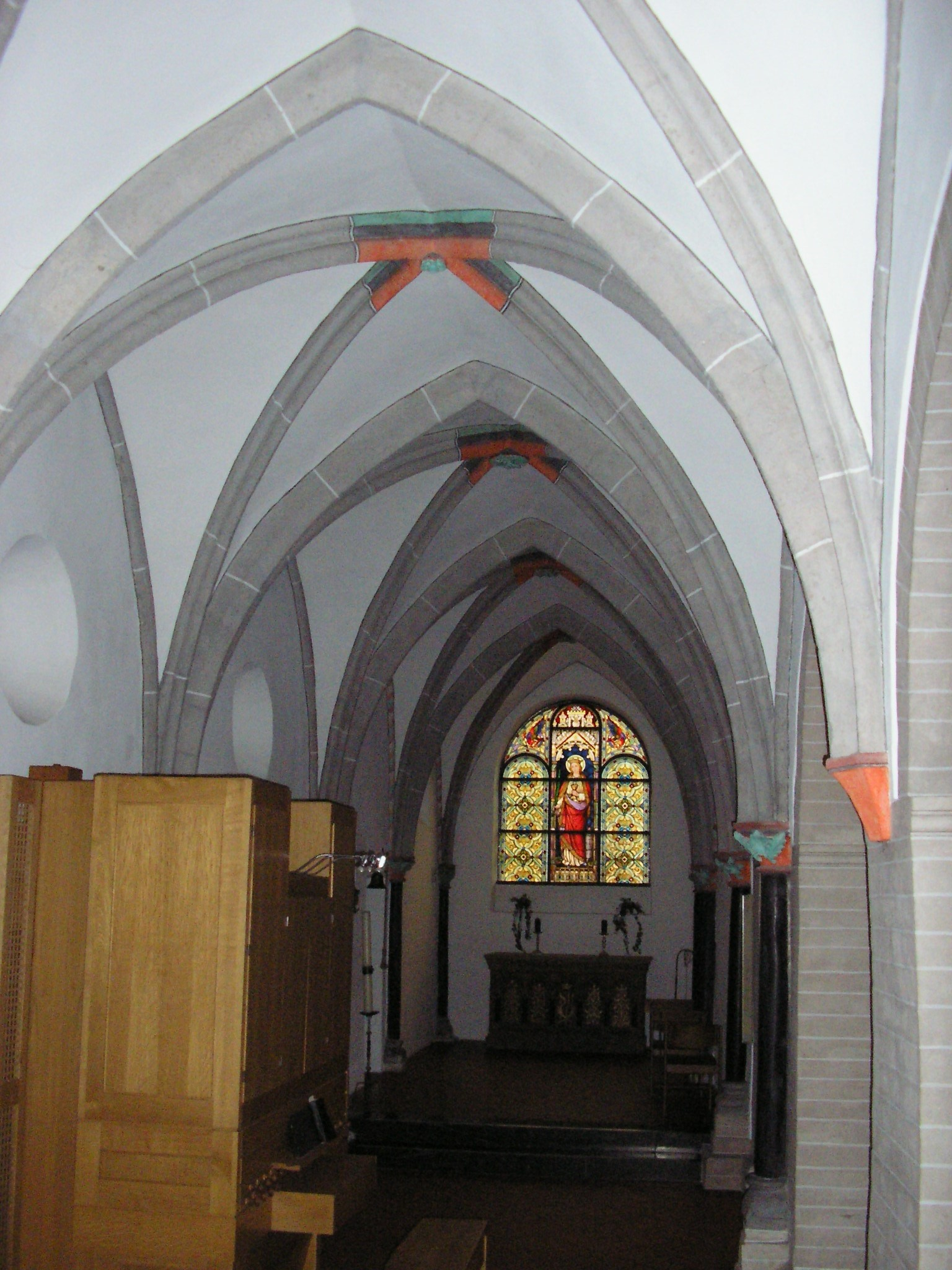
Kloster Neuwerk, Nördliches Seitenschiff

Vor 1135 wurde auf dem Gut in der Kranendonk eine kleine Hofkapelle (= novum oratorium) errichtet. In dieser 1. romanischen Bauperiode war die Hofkapelle eine dreischiffige Basilika aus einfachem Mauerwerk mit flacher Decke.
Da zu dieser Zeit nur wenige Nonnen dort lebten, war die Kapelle nicht besonders groß:
- Breite des Mittelschiffs: 3,65 m
- Breite der Seitenschiffe: 2,20 m
- Länge: 10,50 m
- Höhe: 4,75 m
- Gesamtbreite: 10,30 m
- Gesamtlänge: 16,40 m.

Zwischen 1168 und 1183 - in der 2. romanischen Bauperiode - wurde die Kapelle zur richtigen Kirche. Sie bekam einen Anbau, durch den sie mehr als doppelt so groß wurde. Nach dieser Erweiterung wurde erstmals der Begriff novum opus für die Kirche verwendet.
Aus der Hofanlage entstand zur gleichen Zeit das eigentliche Kloster mit mittlerweile ca. 20 Nonnen und einer Äbtissin.
Im letzten Viertel des 12. Jahrhunderts (3. romanische Bauperiode) wurde die Kirche abermals vergrößert. Sie wurde dadurch zu einer einheitlichen dreischiffigen Basilika und bekam zwei Türme an der Westseite. Der nördliche Turm wurde im 16. Jahrhundert wegen Baufälligkeit zurückgebaut. Heute schließen dort die Klostergebäude direkt an die Kirche an.
Die Grundstruktur wurde seither nicht mehr wesentlich verändert. In der Folge gab es noch diverse Veränderungen bzw. Verfeinerungen und Restaurierungen im jeweiligen Zeitgeist, so dass die heutige Form der Kirche deutlich prachtvoller ist.
Nachdem die Klosterkirche im Dreißigjährigen Krieg großen Schaden erlitten hatte, wurde dem ehedem romanischen Turm im Jahr 1771 eine barocke Turmhaube aufgesetzt, die erst im Zuge der Restaurierungsarbeiten ab 1886 wieder durch ein romanisches Dach ersetzt wurde.

## Klosteranlage
Im Jahre 1804 bestand die gesamte Klosteranlage aus den folgenden Bereichen:
- Im Zentrum der Anlage die Klosterkirche mit direkt angrenzendem Klostergebäude.
- Das viereckige Klostergebäude hat einen großen offenen Innenhof mit Garten.
- Neben und hinter Kirche und Klostergebäude befindet sich der inwendige Baumgarten, welcher von einer Mauer umgeben ist.
- Außerhalb der Mauer befinden sich der auswendige Garten sowie der auswendige Baumgarten.
- Vor der Kirche und dem Klostergebäude liegen der Hof und der Klosterplatz.
- Den Abschluss des Hofes bzw. Platzes zur Straße hin bilden Stallungen, die Scheuer sowie in der Mitte die Klosterpforte.
- Etwas abseits – neben den Stallungen – liegt das Pfortenhaus, das den Kirchgang vom öffentlichen Weg abscheidet, direkt am vorbeiführenden Weg.
- Das Klostergelände ist (fast vollständig) von einem Graben umgeben, der durch eine Brücke an der Pforte überwunden werden kann. Nur das Pforten- oder Priorhaus ist auch direkt vom Weg aus zugänglich.

## Niedergang und Auflösung
Um 1650 kam Unruhe auf und die klösterliche Zucht, Disziplin, Liebe, Einigkeit und Ordnung verfielen immer mehr. Auch Gebote und Verbote, die zur Wiederherstellung der Klostermoral vom Präsidenten der Bursfelder Kongregation erlassen wurden, hatten keinen großen Einfluss auf die Streitigkeiten innerhalb des Klosters. Erst nach dem Tod der aufrührerischen Nonnen und unter einer neuen Äbtissin, die sich während der Unstimmigkeiten außerordentlich charakterfest verhalten hatte, kehrte ein erträglicher Friede ein. Doch bis zur Auflösung des Klosters, die rund 50 Jahre später folgen sollte, war der gute Ruf dahin und es traten nur noch vereinzelt Schwestern in das Kloster ein, sodass der gesamte Konvent nur noch aus elf bis zwölf Nonnen bestand. Obwohl es in der Geschichte des Klosters zum ersten Mal auch nichtadeligen Damen erlaubt war in den Konvent einzutreten, blieb es bei der geringen Anzahl von Nonnen.
Nachdem die Franzosen die Österreicher 1794 unter Napoleon bei Aldenhoven geschlagen hatten, bemächtigten sie sich des ganzen linksrheinischen Landes. Als sie im Oktober in Mönchengladbach einzogen, wurden sie zunächst als Befreier begrüßt. Doch schon bald mussten drückende Lasten und hohe Kriegssteuern erduldet werden. 1794 musste das Kloster Neuwerk 50 Paar Schuhe, 12 Säcke Weizen, 21 Malter Hafer und 112 Reichstaler zur Requisition (= Inbeschlagnahme) in Maastricht abliefern. Am 22. Januar 1801 erschien im Kloster Neuwerk ein französischer Regierungskommissar und befahl der Äbtissin Rosa von Bronsfeld, die Konventsmitglieder zu versammeln. Dann zählte er diese und nahm die Personalien der nur noch 10 Schwestern auf. Am 9. November 1801 setzte der Friede von Lunéville den Rhein als Frankreichs Ostgrenze fest. Damit war das Ende der deutschen Klöster auf dem linken Rheinufer besiegelt. Am 12. August 1802 erfolgte die offizielle Auflösung des Klosters. Als die Nonnen im Herbst das Kloster verließen, sicherte ihnen die französische Regierung noch eine jährliche Vergütung von 500 - 600 Franken zu. Die französischen Auflösungsverordnungen setzten einen Schlussstrich unter die Entwicklung, die schon 100 Jahre früher mit dem inneren Zerfall des Klosters eingesetzt hatte und vermutlich auch so zum Niedergang geführt hätte.
Nachdem das Kloster 1802 aufgelöst worden war, hatte es jedoch noch eine sehr wechselhafte Zeit vor sich. Während es 1804 immer noch in französischem Besitz war, wurde es von der damaligen Verwaltung zum Verkauf angeboten. Es gab zwar mehrere Interessenten, zum Verkauf kam es aber erst 1812. Im Februar 1812 erwarb der Rheydter Textilunternehmer und damalige Bürgermeister Dietrich Lenssen die Neuwerker Klosterbaulichkeiten. Er verkaufte sie im September 1812, wieder, da sie für einen Textilbetrieb denkbar ungeeignet waren. Den größten Teil des ehemaligen Klosters erwarben die Eheleute Dapper, die Müller auf der Broichmühle waren. Sie machten eine Mehl- und Fruchthandlung daraus. Der Käufer des restlichen Teiles war der Pfarrer von Neuwerk. 1821 ermächtigte das Generalvikariat von Aachen zusätzlich noch den Neuwerker Kirchen- und Schulvorstand, im Westflügel der Klostergebäude Pfarrwohnung, Vikarie und Schule unterzubringen. Nach dem Auszug der Schule 1870 diente der Westflügel bis 1964 als Pfarr- und Küsterwohnung. Zu Beginn des 19. Jahrhunderts musste der Nordflügel des ehemaligen Klosters wegen Baufälligkeit abgerissen werden.
1874 mietete Therese von Wüllenweber den leerstehenden Osttrakt, für den von den Erben Dappers ein neuer Pächter gesucht worden war. Von da an spielte sie eine große Rolle im ehemaligen Kloster.

## Therese von Wüllenweber
Sie wurde am 19. Februar 1833 auf Schloss Myllendonk geboren und erhielt in den darauf folgenden Jahren eine strenge Erziehung. Als 20-Jährige begeisterte sie der Missionsgedanke und sie suchte vergeblich nach einem weiblichen Missionsorden.
Sie trat zwar sowohl 1857 als auch 1868 in verschiedenen Orden ein, kehrte aber 1871 nach Myllendonk zurück, um mit dem Pfarrer von Neuwerk, Dr. von Essen, in Verbindung zu treten, weil dieser sich mit der Gründung eines Missionsordens beschäftigte. Wegen des Kulturkampfes kam das durch von Essen geplante Missionsinstitut nicht zustande. Deshalb nahm von Wüllenweber 1876 die Sache selbst in die Hand und mietete – wie schon oben beschrieben – den leerstehenden Ostflügel des ehemaligen Klostergebäudes und 1879 erwarb sie ihn käuflich. Da nicht der Anschein eines Klosters entstehen durfte, bestand von Essen darauf, dass das Haus „Stift“ genannt wurde. Von Wüllenweber nannte es „St.-Barbara-Stift“. Aber der Titel „Stiftsdamen“ zog keine Frauen für einen Missionsberuf an. Deshalb nahm sie verwahrloste Kinder zur Erziehung auf. 1882 trat sie mit der „Apostolischen Lehrgesellschaft“ in Verbindung, die im Dezember 1881 von dem Priester Johann Baptist Jordan in Rom gegründet worden war. Ein paar Jahre später berief Jordan Therese von Wüllenweber zur Gründung eines weiblichen Ordens, den Salvatorianerinnen, nach Rom. Am 31. Mai 1883 legte sie die Ewigen Gelübde in Neuwerk ab und erhielt den Ordensnamen Schwester Maria von den Aposteln.
Noch heute trägt das Krankenhaus in Neuwerk den Namen Maria von den Aposteln. Theresia von Wüllenweber starb in der Weihnachtsnacht des Jahres 1907 und wurde 1968 seliggesprochen.

## Geschichte seit 1889
Als Therese von Wüllenweber Neuwerk verlassen hatte und nach Rom gegangen war, kaufte der damalige Pfarrer Hermann Koch im Januar 1889 den Teil der Klostergebäude auf, der ihr gehört hatte. Er hatte die Absicht, die Klosterräume in ein Krankenhaus zu verwandeln. Deshalb bemühte er sich, einen Orden zu finden, der die Krankenpflege und noch andere soziale Aufgaben in der Gemeinde übernehmen wollte. Die Schwestern der Kongregation der Lüdinghauser Franziskanerinnen schienen ihm dazu am geeignetsten. Die Generaloberin stimmte zu, und im November 1889 hielten die ersten drei Schwestern samt Oberin in Neuwerk ihren Einzug. Das neu gegründete Kloster und das Krankenhaus erhielten den Namen St. Josef und St. Barbara.
1906/1907 wurde das Krankenhaus durch einen Anbau vergrößert, weil es zu klein geworden war. Nach dem Ersten Weltkrieg, in dem Teile des Hauses als Lazarett gedient hatten, wurden größere Neu- und Umbauten erforderlich. Außerdem wurden Instandsetzungsarbeiten an der gesamten Klosteranlage ausgeführt.
Später stellte sich bei vielen Orden ein Schwesternmangel ein, so auch bei den Franziskanerinnen. Aus diesem Grunde mussten sie 1960 das Kloster in Neuwerk samt Krankenhaus aufgeben, um ihre Kraft auf einige wenige größere Niederlassungen zu konzentrieren.
Als die Franziskanerinnen Ende 1960 im Begriff waren, Neuwerk zu verlassen, kündigte die Generaloberin der Salvatorianerinnen ihren Besuch an. Nach den notwendigen Verhandlungen erwarben die Salvatorianerinnen am 1. Januar 1961 die gesamte Klosteranlage mit dem Krankenhaus. Etwa 30 Schwestern des Ordens lösten die Franziskanerinnen ab (Stand 1988: 55 Schwestern). Die Salvatorianerinnen beschlossen kurz darauf den Neubau eines modernen Krankenhauses. Nachdem die Bauarbeiten zügig vorangeschritten waren, wurde das moderne Krankenhaus Neuwerk am 15. Mai 1968 eröffnet. Es wurde nach der Gründerin der Salvatorianerinnen benannt: Maria von den Aposteln. Die alten Krankenhausgebäude, welche nicht mehr verwendbar waren, wurden abgerissen und der vor Jahren abgerissene Nordflügel wieder aufgebaut, so dass nach der Wiederherstellung des ursprünglichen Zustandsbildes Kloster und Klosterkirche wieder ihrer eigentlichen Bestimmung zugeführt werden konnten.
Im Oktober 2020 kam es im Konvent des Klosters zu einem schweren Ausbruch der durch das Coronavirus SARS-CoV-2 verursachten COVID-19-Krankheit. Etwa zwei Drittel der Ordensfrauen infizierten sich mit dem Virus, die meisten waren über 80 Jahre alt.

## Denkmalbeschreibung
Es handelt sich um eine zweigeschossige, um einen Kreuzgang mit Innenhof angelegte, unregelmäßige Vierflügelanlage. Der vierte Flügel im Norden wird durch einen Neubau gebildet. 
- Ostflügel: Die im Erdgeschoss zwölf und im Obergeschoss 13 Fensterachsen umfassende Ostfassade besitzt in den fünf südlichen Achsen Mauerwerk des 16. Jahrhunderts. Die erste Achse neben dem Chor, gegen die zweite durch eine vertikale Baunaht im Erdgeschoss abgesetzt, stellt die – durch ein Spitzbogenfenster im Erdgeschoss belichtete – Stirnwand des aus dem 12. Jahrhundert stammenden nördlichen Chorseitenschiffs dar. Glatt verputztes Erdgeschoss, gegen das durch Stichbogenblenden gegliederte Obergeschoss durch ein Gesims mit Wasserschlag und Deutschem Band abgesetzt. Stichbogenfenster mit profilierten Natursteingewänden aus Trachyt. Die Westfassade besitzt im Erdgeschoss spitzbogige Fenster des Kreuzgangs, im dritten Fenster von Süden noch die alte Maßwerkfüllung aus Trachyt. Schiefergedecktes Walmdach mit Gauben in altdeutscher Deckart.
- Südflügel: Deutlich abgesetzter, zweigeschossiger Verbindungstrakt zwischen Ost- und Westflügel. Glatt verputztes Erdgeschoss mit drei Stichbogenfenstern im Obergeschoss, voneinander abgesetzt durch ein Gesims mit Wasserschlag und Deutschem Band. Ehemalige Durchfahrt in den Innenhof geschlossen. Im Erdgeschoss befindet sich das ehemalige nördliche Seitenschiff. Vom Obergeschoss aus ist die Westempore der Klosterkirche zugängig. Schiefergedecktes Walmdach mit Gauben in altdeutscher Deckart.
- Westflügel: Zweigeschossiges Gebäude mit 9:3 Achsen unter schiefergedecktem Mansarddach in altdeutscher Deckart. Glatt verputztes Erdgeschoss, gegen das durch Stichbogenblenden gegliederte Obergeschoss durch ein Gesims mit Deutschem Band abgesetzt. Stichbogenfenster, im Kreuzgang Spitzbogenfenster. Im Kellergeschoss stark gebuste Kreuzgratgewölbe des 16. Jahrhunderts aus Backstein mit einfachen runden Gurtbögen.
- Nordflügel: 1964 durch einen Neubau ersetzt.

Das Objekt ist aus städtebaulichen, architektonischen, kunsthistorischen und kulturhistorischen Gründen als bedeutendes Baudenkmal schutzwürdig.